# (13436) Enid
Pour les articles homonymes, voir Enid.
(13436) Enid est un astéroïde de la ceinture principale.

## Description
(13436) Enid est un astéroïde de la ceinture principale. Il fut découvert le 17 novembre 1999 à l'observatoire Zeno à Edmond (Oklahoma) par Tom Stafford (astronome). Il présente une orbite caractérisée par un demi-grand axe de 3,21 UA, une excentricité de 0,12 et une inclinaison de 0,9° par rapport à l'écliptique.

## Compléments